# The Nature of Middle-earth
The Nature of Middle-earth  è una raccolta di saggi inediti dello scrittore inglese J. R. R. Tolkien su Arda, l'universo immaginario fantasy da lui creato. Curata dallo studioso Carl F. Hostetter, è stata pubblicata nel 2021.

## Contenuto
Hostetter cominciò a lavorare sui testi che sarebbero diventati parte del libro quasi venticinque anni prima della pubblicazione, quando ricevette un gruppo di fotocopie che Christopher Tolkien chiamava "tardi saggi filologici".
Il libro è in tre parti, con appendici. La prima parte consiste di saggi sul tempo e l'invecchiamento, tra cui studi sull'anno dei Valar (che durava 144 dei normali anni) e sul modo in cui gli Elfi percepiscono lo scorrere del tempo. La seconda parte contiene saggi su corpo, mente e spirito, trattando argomenti come bellezza, bontà, sesso, morte, quali razze avessero la barba, fato e libero arbitrio, la reincarnazione degli elfi, le forme visibili che Valar e Maiar possono prendere. La terza parte consiste di saggi sul mondo e i suoi abitanti, con argomenti quali l'oscurità e la luce, come venisse preparato il Lembas, i rapporti tra Galadriel e Celeborn. Le appendici toccano temi metafisici e teologici.

## Accoglienza
Il libro ha avuto reazioni contrastanti. Secondo lo storico Bradley J. Birzer,
 D'altro canto, secondo altri il libro certamente aiuta a mostrare quanto lavoro e quanta riflessione Tolkien abbia applicato alla sua subcreazione, ma una parte del materiale è inutilmente ridondante e a volte la trattazione è confusa, contraddittoria ed esageratamente dettagliata.